# 枕頭山戰役
枕頭山戰役是指1907年泰雅族於枕頭山（今桃園市復興區三民里境內）發動武裝抗日起義。

## 經過
1907年5月5日，殖民當局軍警執行「擴張插天山方面之隘勇線」計劃，自深坑廳李茂岸（今烏來福山部落）、桃園廳阿姆坪分別發兵，向插天山前進。軍警經枕頭山時，遭泰雅族大嵙崁前山社及大豹社激烈抵抗，因而被困於該山之下。雙方隨後展開壕溝戰。但是，軍警使用槍砲或手榴彈均無法有效壓制對方。
激戰40多天後，軍警終於控制枕頭山地區，但其死亡者已達200餘人。後來，當局又自臺中、南投地區增援軍警千人，耗時3個月抵達插天山，並在稍後完成隘勇線佈設；整個行動總共動員軍警隘勇等2000餘人。

## 事後
大嵙崁溪及角板山附近部落居民多遭殲滅或逃入深山，漢人隨後進入開墾定居。角板山在後來成為樟腦重要產地之一。

## 外部連結
- 枕頭山事件- 台灣Word （页面存档备份，存于）
- （页面存档备份，存于） [桃園復興]．枕頭山古戰場（Tony的自然人文旅記第0522篇）